# František Vymětal
František Vymětal (1. srpna 1920 Ladín – 17. srpna 2000 Olomouc) byl katolický kněz, kanovník Metropolitní kapituly u svatého Václava v Olomouci, předseda prokomunistické katolické organizace Pacem in terris a bezpartijní poslanec České národní rady a Sněmovny lidu Federálního shromáždění za normalizace.

## Biografie
Reálné gymnázium v Litovli absolvoval maturitou v roce 1940. Bohoslovecká studia začal na Arcidiecézním bohosloveckém učilišti v Olomouci v akademickém roce 1941–1942, poté byl totálně nasazen v Německu do roku 1945. Po skončení II. světové války pokračoval ve studiu ke kněžství na Cyrilometodějské bohoslovecké fakultě Univerzity Palackého v Olomoucí od roku 1946. Studium zakončil v roce 1949 a v témže roce byl vysvěcen na kněze. Dne 11. prosince 1968 promoval na Římskokatolické Cyrilometodějské bohoslovecké fakultě v Praze s pobočkou v Olomouci jako doktor teologie s disertační prací s názvem Trestný čin v právu církevním a občanském právu československém.
V roce 1980 byl jmenován generálním vikářem olomoucké arcidiecéze.
Dne 9. července 1976 byl jmenován odborným asistentem při katedře základního bohosloví a filosofie na Římskokatolické Cyrilometodějské bohoslovecké fakultě v Praze se sídlem v Litoměřicích s účinností od 1. října 1976. Dne 31. března 1977 byl jmenován tamtéž docentem pro obor základního bohosloví s účinností od 1. dubna 1977. Z této doby pochází jeho spis Cesta k Ježíši Kristu. Dne 8. dubna 1977 byl jmenován vedoucím katedry základního bohosloví a filosofie s účinností od 1. dubna 1977. 9. února 1978 byl jmenován profesorem pro obor základního bohosloví s účinností od 1. března 1978 a 14. srpna 1978 byl jmenován děkanem. Tuto funkci při opakovaném jmenování vykonával až do roku 1989. Působení ukončil k 31. prosinci 1989.
Angažoval se i politicky. Ve volbách roku 1981 byl zvolen do České národní rady. Ve volbách roku 1986 zasedl jako bezpartijní kandidát do Sněmovny lidu (volební obvod č. 131 – Hranice, Severomoravský kraj). Ve Federálním shromáždění setrval do ledna 1990, kdy rezignoval na mandát v rámci procesu kooptací do Federálního shromáždění po sametové revoluci.
Státní bezpečnost ho evidovala jako tajného spolupracovníka a důvěrníka (krycí jména Veselský a Xaver). Byl předsedou Sdružení katolických duchovních Pacem in terris kolaborujícího s komunistickým režimem. Po smrti Josefa Vrany byl zvolen kapitulním vikářem olomoucké arcidiecéze, ovšem Vatikán jeho jmenování neuznával. V srpnu 1989 ho v pozici správce arcidiecéze nahradil František Vaňák jako apoštolský administrátor, 21. prosince 1989 byl jmenován řádným arcibiskupem a metropolitou moravským.
Zemřel 17. srpna 2000 v Olomouci. Poslední rozloučení s ním se konalo 25. srpna 2000 v katedrále sv. Václava v Olomouci, po mši svaté byly jeho tělesné pozůstatky uloženy do hrobu v Jesenci.